# Steinbrücke 10 (Quedlinburg)

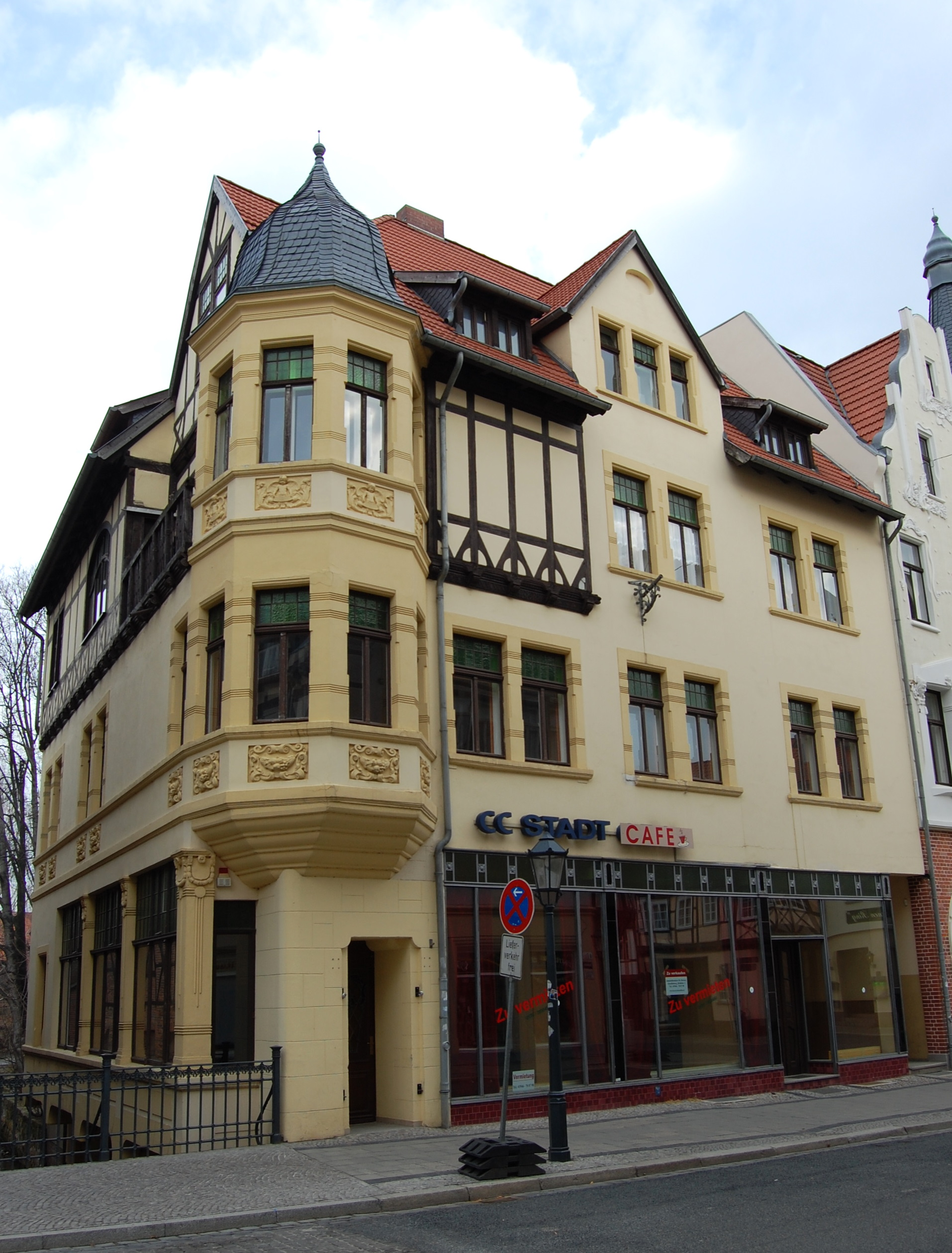
Haus Steinbrücke 10

Das Haus Steinbrücke 10 ist ein denkmalgeschütztes Gebäude in der Stadt Quedlinburg in Sachsen-Anhalt.

## Lage
Es befindet sich südlich des Quedlinburger Marktplatzes. Unmittelbar westlich des Hauses verläuft der Mühlgraben.

## Architektur und Geschichte
Das Gebäude entstand im Jahr 1907 in Formen des Jugendstils. Der Bau ist unregelmäßig gegliedert. Im Erdgeschoss befinden sich ebenfalls im Jugendstil gestaltete Ladeneinbauten.